# Acasta armata
Acasta armata is een zeepokkensoort uit de familie van de Archaeobalanidae.